# Adidas World of Football

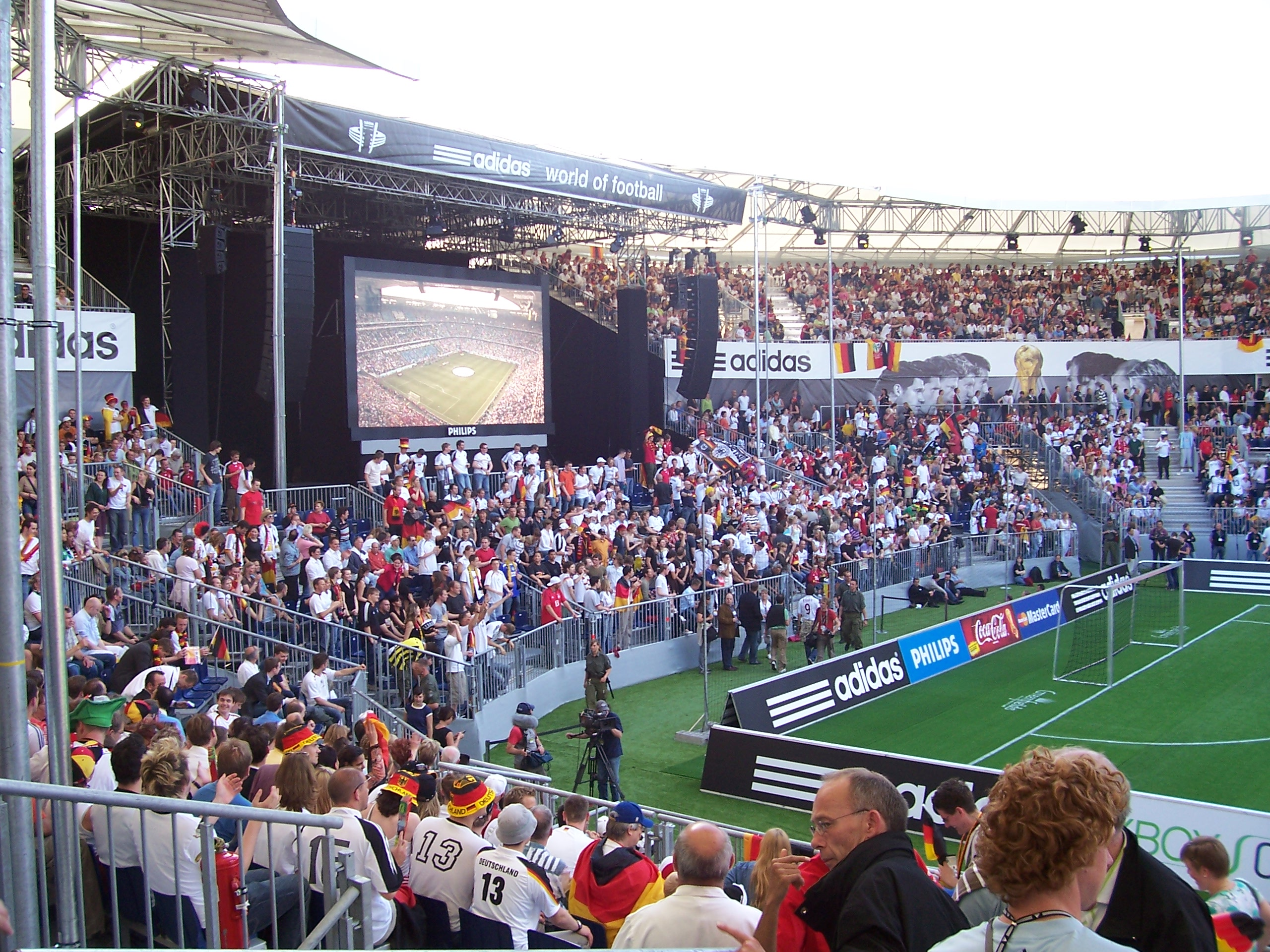
Interior del Adidas World of Football.

Adidas World of Football (Mundo del fútbol en español) o Adidas Arena fue un estadio temporalmente instalado en Berlín, Alemania durante la Copa Mundial de Fútbol de 2006. Financiado por Adidas, tuvo un costo de 11 millones de euros y fue ubicado en la Platz der Republik frente al Reichstag.
El estadio representa una versión miniatura del Estadio Olímpico de Berlín a escala 1:3 y contó con una capacidad de aproximadamente 8.600 espectadores. Durante la celebración de los 64 partidos del torneo, se instalaron lienzos en el que se proyectaron los encuentros, como parte de las Fanfests instaladas a lo largo del país. En el Adidas Arena, además, se presentaron diversos artistas como James Blunt, Black Eyed Peas y Juanes durante los días en que no se realizaron encuentros deportivos. Tras el torneo, el estadio fue demolido con un costo de un millón de euros financiados por Adidas.
Los creadores de la arena argumentan que la construcción de este recinto sirvió para que personas imposibilitadas de comprar alguna entrada (cuyos valores variaban entre €30 y €600) pudieran participar activamente en el evento. Sin embargo, sus críticos encuentran innecesario el alto costo de construcción y demolición del Adidas Arena cuando existía ya un sitio de reunión fanfest en la Avenida 17 de junio, a pocos metros de distancia.

## Galería

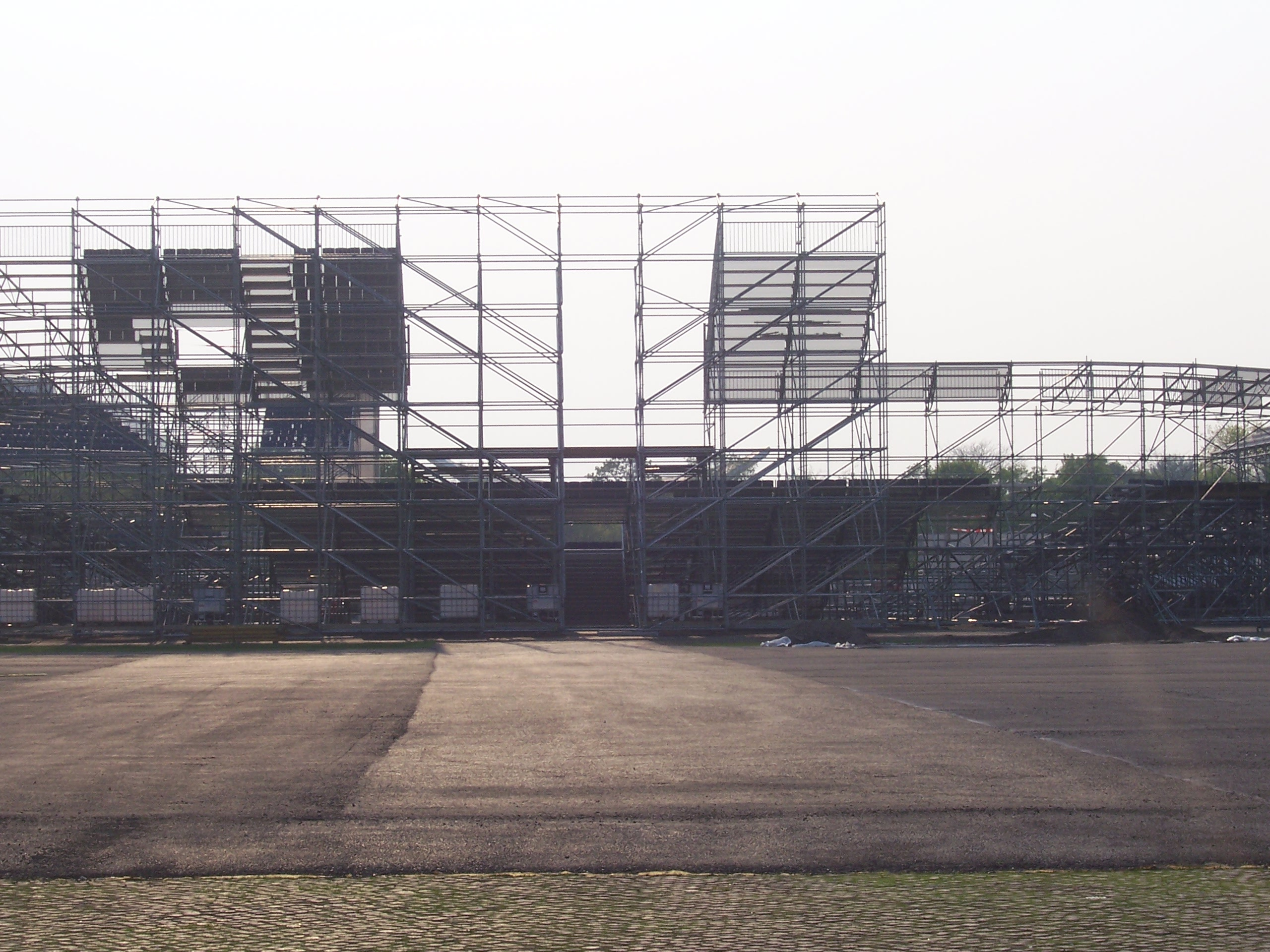
Estructura
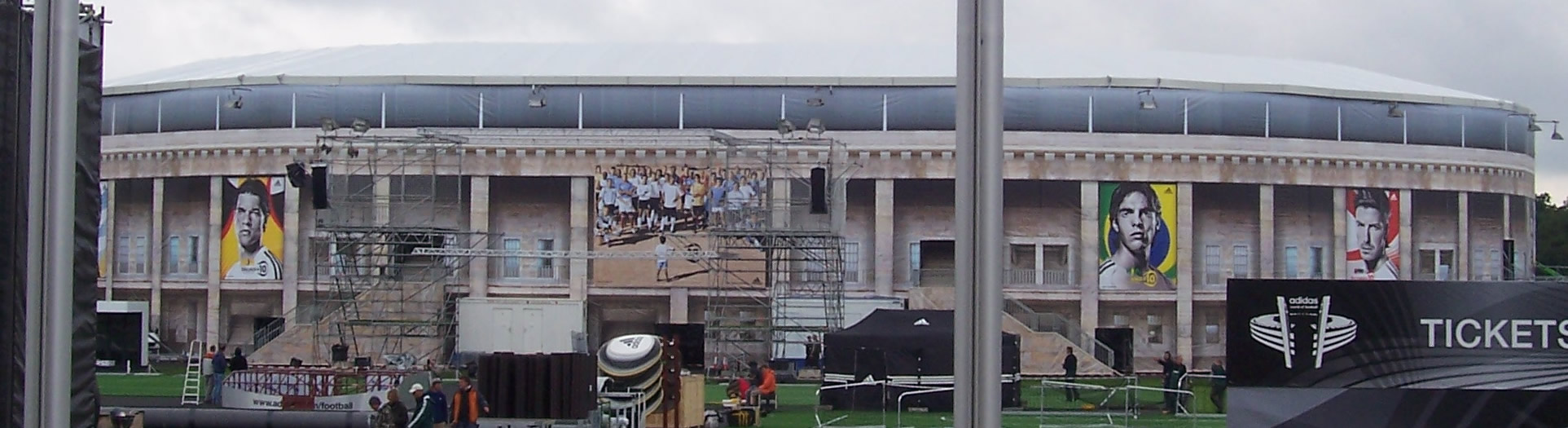
Vista lateral
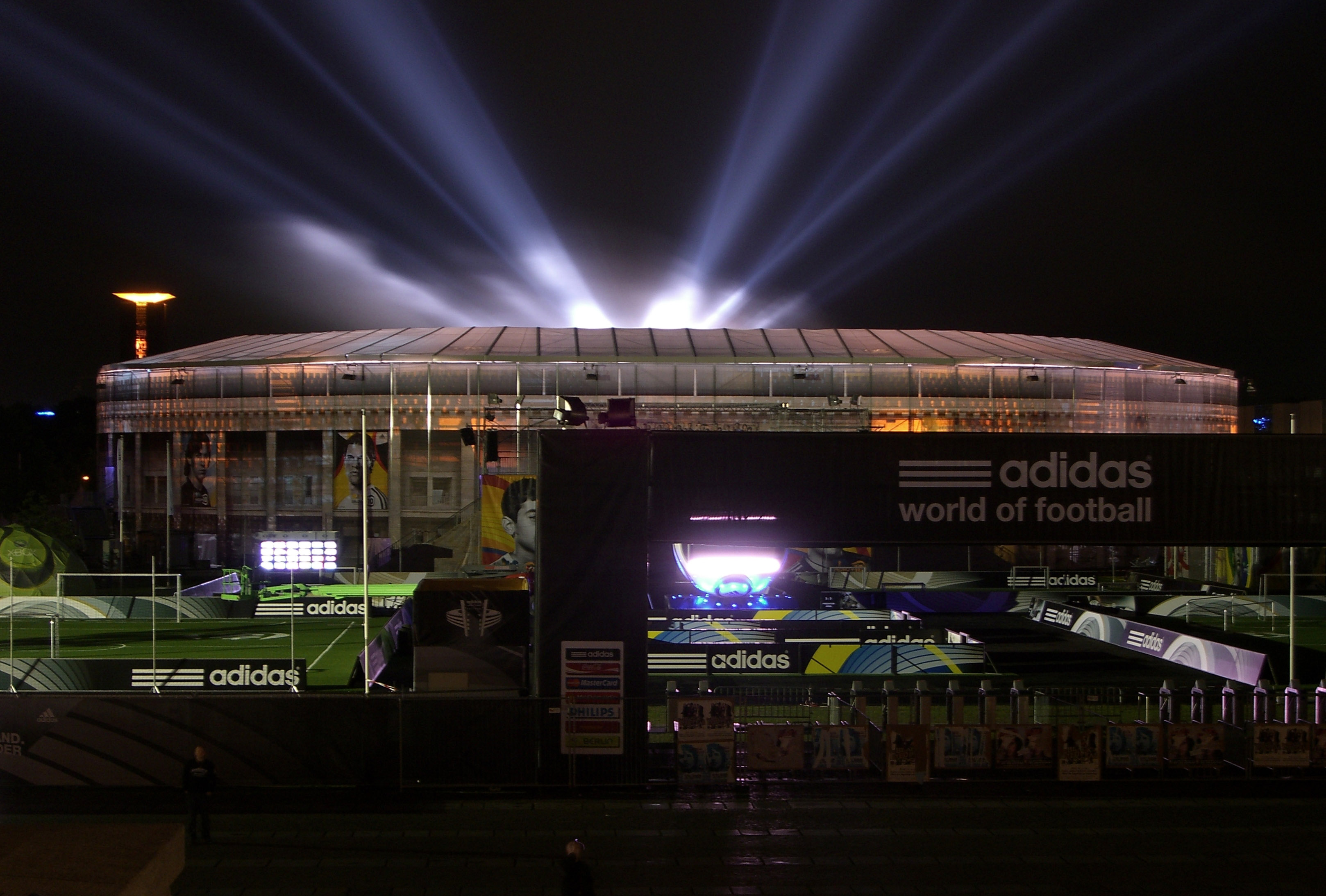
Juego de luces
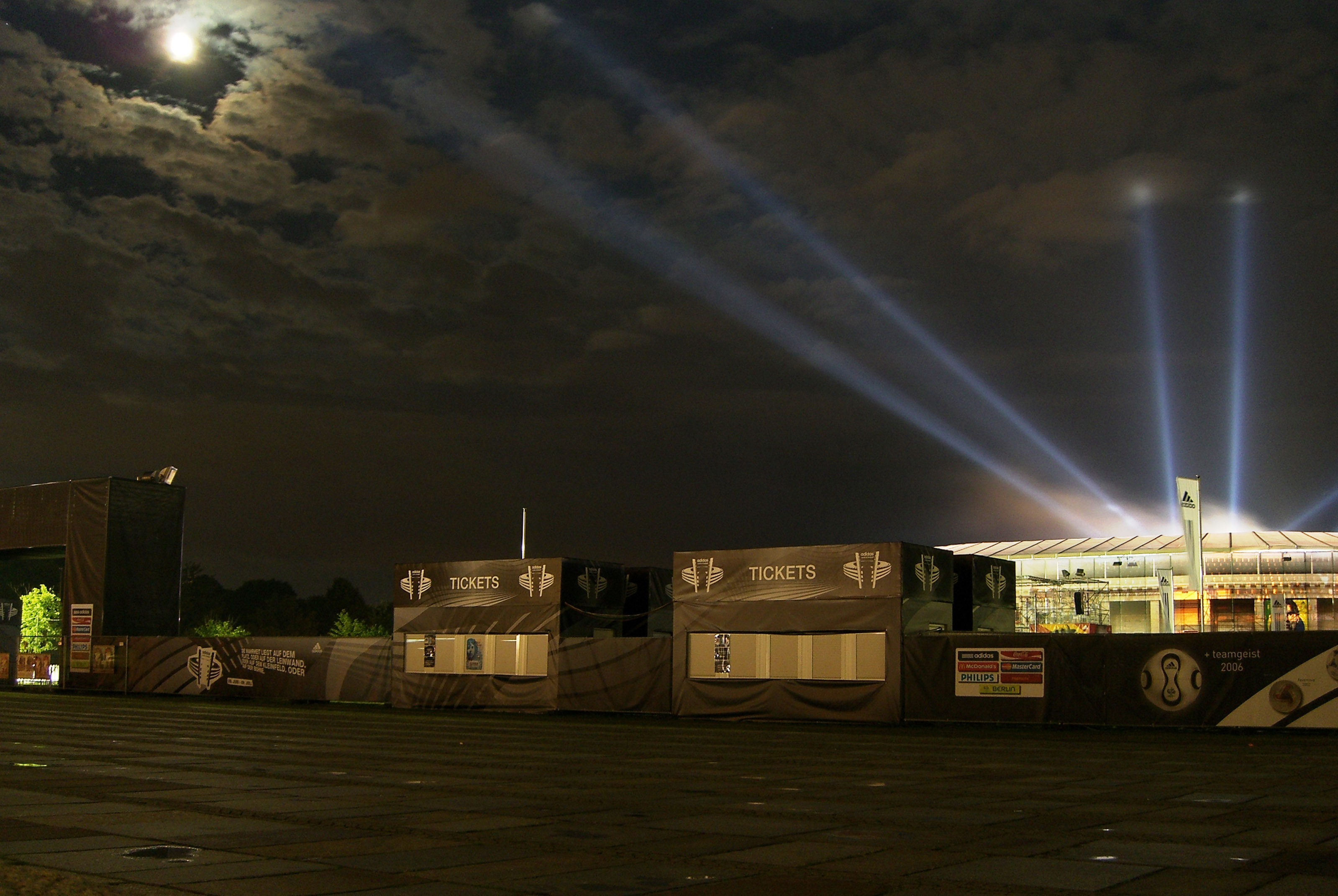
Juego de luces
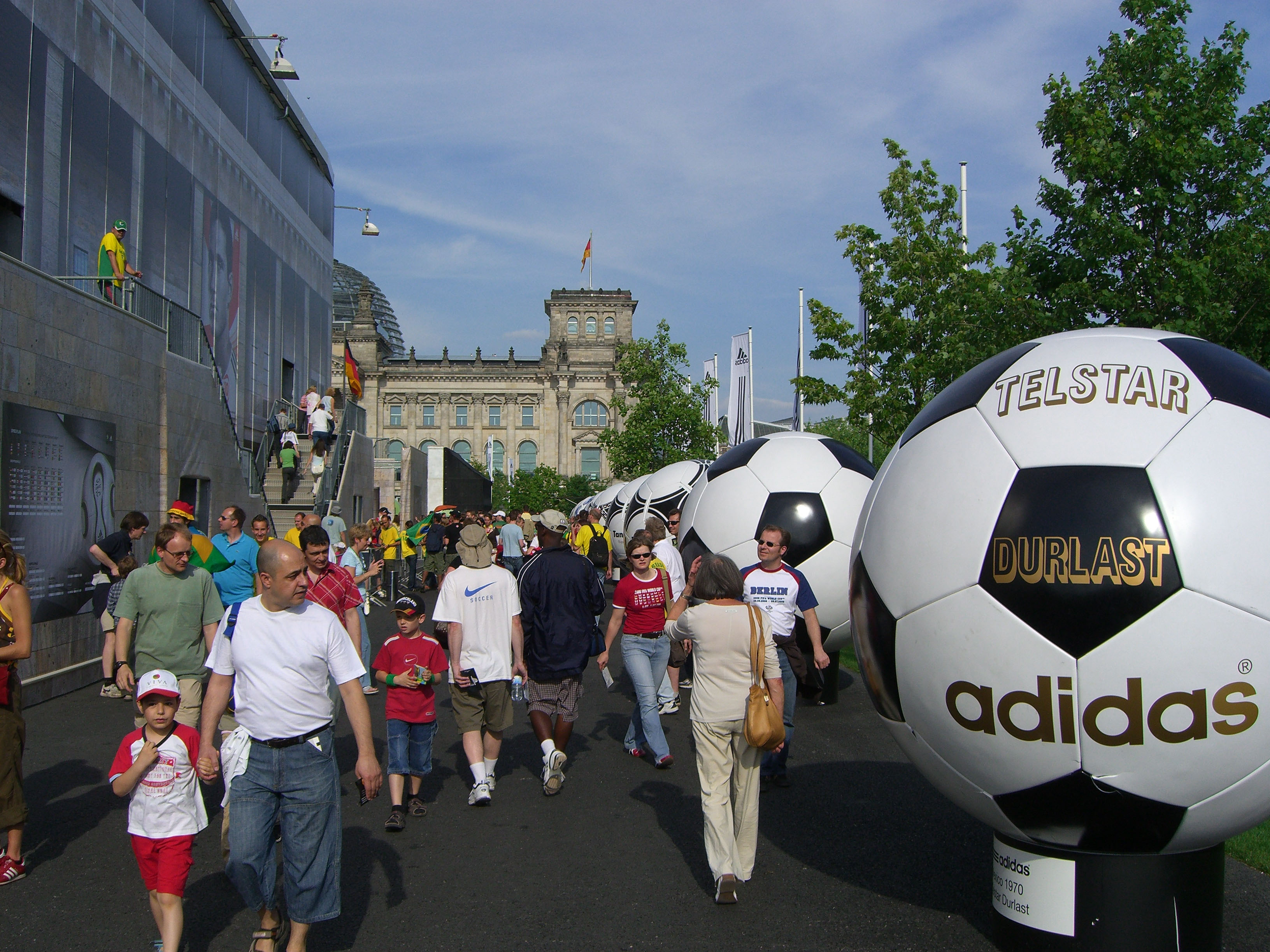
Galería de fútbol
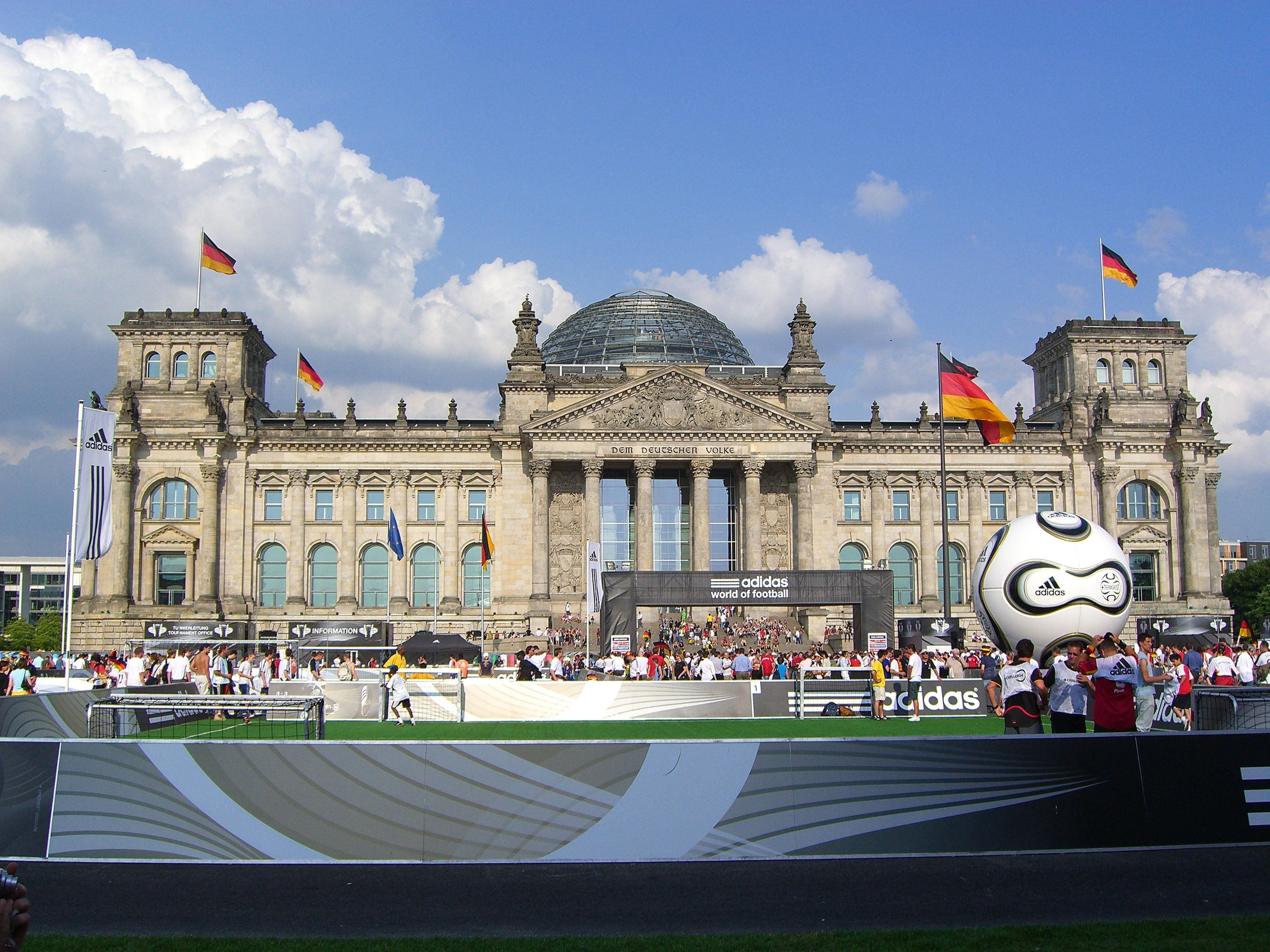
Vista del Reichstag
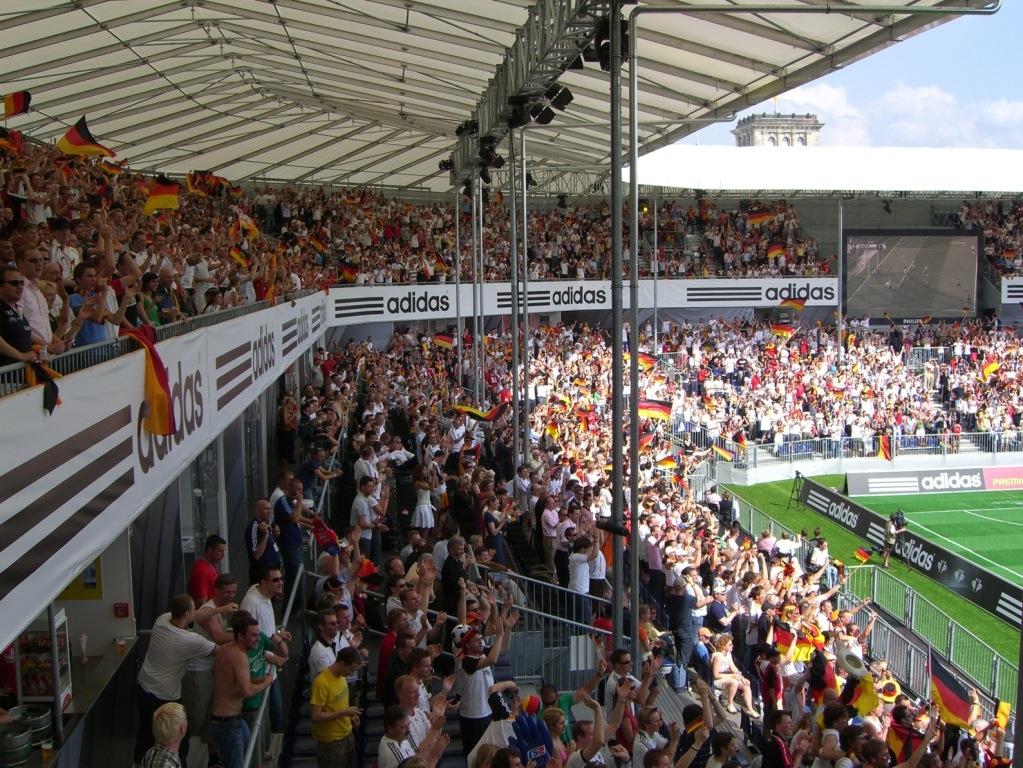
Adidas-Arena durante el partido Alemania vs. Ecuador
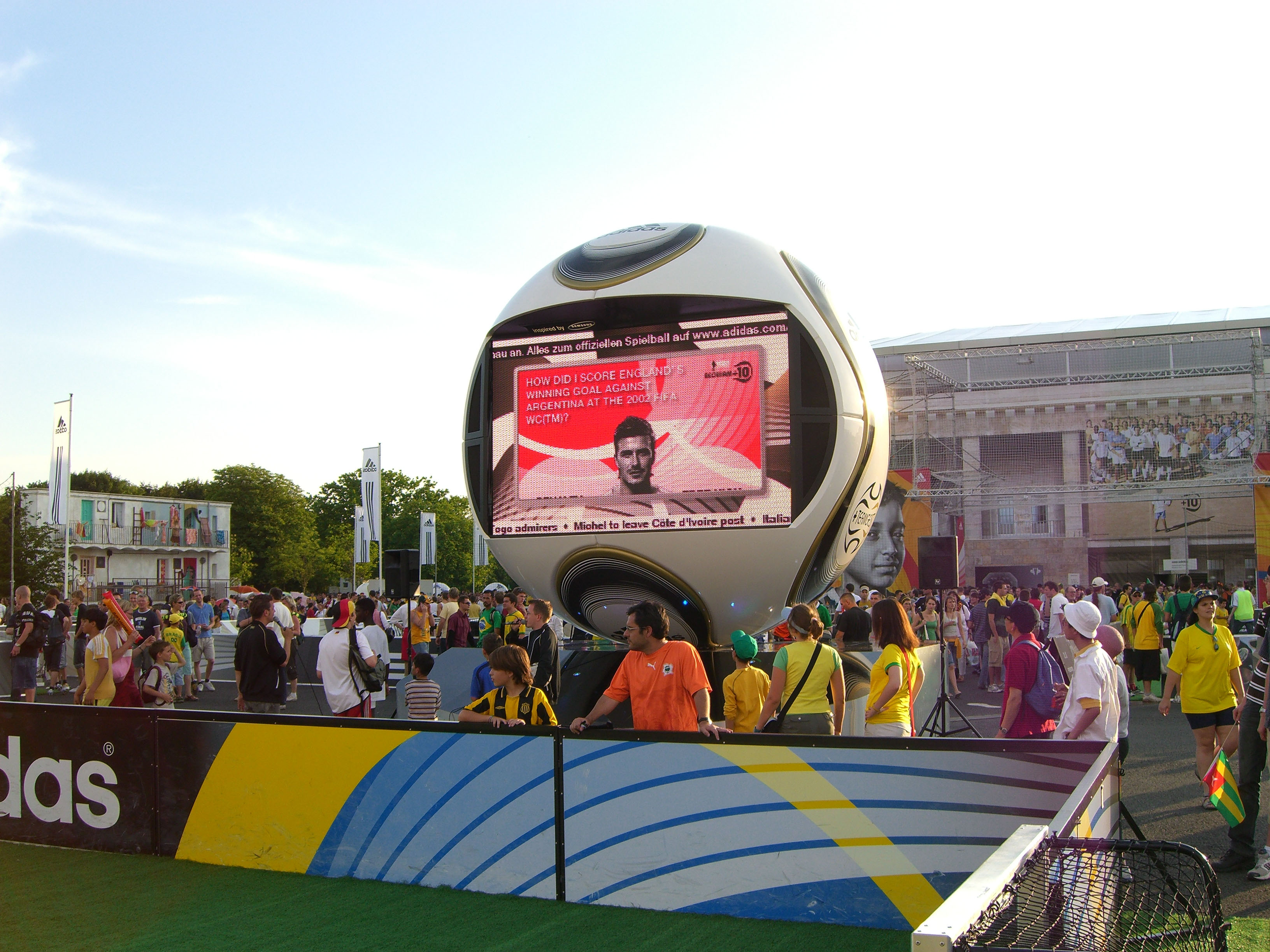
Entrada al Adidas-Arena